# 筑豊本線
筑豊本線（ちくほうほんせん）は、福岡県北九州市若松区の若松駅から福岡県筑紫野市の原田駅に至る九州旅客鉄道（JR九州）の鉄道路線（地方交通線）である。
鹿児島本線と篠栗線を含めた黒崎駅 - 折尾駅 - 桂川駅 - 博多駅間には「福北ゆたか線」（ふくほくゆたかせん）、若松駅 - 折尾駅間には「若松線」（わかまつせん）、桂川駅 - 原田駅間には「原田線」（はるだせん）の愛称が付けられている。

## 概要
かつては筑豊炭田で産出される石炭輸送が盛んであり、炭鉱などに通じる多くの貨物支線を有していたが、炭鉱の閉山によって現在はすべて廃止された。現在は旅客列車のみが運行されている。直方市・飯塚市などの市町から北九州市・福岡市などへ通勤・通学利用が主体となっている。
2001年に折尾駅 - 桂川駅間が篠栗線とともに電化された。それまでの非電化時代には、ラッシュ時輸送に対応するために客車列車が設定されていた。また、都市間輸送を強化するため高性能な気動車も投入された。
長らく「本線」を名乗るJR線としては最短の路線であったが、2016年の留萌本線部分廃止後は最短ではなくなっている。それでも旅客営業区間の一部が廃止あるいは第三セクター鉄道化を経ていないJRの本線としては引き続き最も短い路線である。また、北海道を通る路線を除けば、「本線」を名乗るJRの路線で唯一、1つの都府県のみで全線が完結している。
全線が旅客営業規則の定める「福岡近郊区間」に含まれる。本線を名乗るJR線で全区間が大都市近郊区間に含まれていた路線は国鉄時代から通してしばらくこの筑豊本線のみであったが、2009年3月14日に東日本旅客鉄道（JR東日本）総武本線成東駅 - 銚子駅間が新たに大都市近郊区間に含まれるようになって同路線全区間が対象となったことにより、当路線が唯一のものではなくなっている。
IC乗車カード「SUGOCA」が若松駅 - 桂川駅間で使用可能となっている。一方、原田線はSUGOCA利用エリア外であり、桂川駅 - 原田駅間の途中駅では利用できない。しかし、特例として福北ゆたか線の各駅から、原田駅以遠鹿児島本線方面のSUGOCA利用エリア駅相互間をSUGOCAを用いて乗車する場合、原田線を通過できる。
2016年12月22日よりスマートフォンアプリ「JR九州アプリ」内の列車位置情報システム「どれどれ」が運用開始され、「福北ゆたか線・若松線」のページにおいて、リアルタイムの列車位置情報が配信開始された。なお、原田線については未提供である。
2018年9月28日に駅ナンバリングが制定された。筑豊本線は路線愛称の区間別に路線記号・ラインカラーが制定され、福北ゆたか線はJCの路線記号・黄色のラインカラー、若松線はJEの路線記号・青のラインカラー、原田線はJGの路線記号・緑のラインカラーが制定された。

### 路線データ
- 管轄（事業種別）：九州旅客鉄道（第一種鉄道事業者）
- 路線距離（営業キロ）：若松駅 - 原田駅間 66.1 km
- 軌間：1067 mm
- 駅数：25（起終点駅含む）
  - 筑豊本線所属駅に限定した場合、折尾駅と原田駅（どちらも鹿児島本線所属[7]）が除外され、23駅となる。
- 複線区間：
  - 若松駅 - 折尾駅間
  - 折尾駅 - 中間駅間
  - 鞍手駅 - 飯塚駅間
- 電化区間：折尾駅 - 桂川駅間（交流20,000 V・60 Hz）
- 閉塞方式：
  - 複線自動閉塞式（下記以外）
  - 単線自動閉塞式（飯塚駅 - 桂川駅 - 原田駅間）
- 最高速度：95 km/h[2]
- 運転指令所：博多総合指令センター

全線が本社鉄道事業本部直轄となっている。

### 利用状況

#### 平均通過人員
各年度の平均通過人員（人/日）および旅客運輸収入は以下のとおりである。
| 年度                   | 平均通過人員（人/日） | 平均通過人員（人/日） | 平均通過人員（人/日） | 平均通過人員（人/日） | 旅客運輸収入 （百万円/年） | 出典        |
| 年度                   | 全区間                | 若松 - 折尾           | 折尾 - 桂川           | 桂川 - 原田           | 旅客運輸収入 （百万円/年） | 出典        |
| ---------------------- | --------------------- | --------------------- | --------------------- | --------------------- | -------------------------- | ----------- |
| 1987年度（昭和62年度） | 6,993                 | 4,545                 | 10,177                | 2,981                 |                            | [ 8 ]       |
| 2016年度（平成28年度） | 5,345                 | 4,304                 | 8,585                 | 512                   | 1,463                      | [ 8 ] [ 9 ] |
| 2017年度（平成29年度） | 5,326                 | 4,069                 | 8,608                 | 534                   | 1,458                      | [ 10 ]      |
| 2018年度（平成30年度） | 7,379                 | 3,980                 | 8,443                 | 非開示                | 1,419                      | [ 11 ]      |
| 2019年度（令和元年度） | 5,099                 | 3,800                 | 8,229                 | 467                   | 1,394                      | [ 12 ]      |
| 2020年度（令和02年度） | 3,583                 | 2,961                 | 5,759                 | 267                   | 904                        | [ 13 ]      |
| 2021年度（令和03年度） | 3,959                 | 3,208                 | 6,386                 | 322                   | 1,001                      | [ 14 ]      |
| 2022年度（令和04年度） | 4,410                 | 3,407                 | 7,150                 | 385                   | 1,138                      | [ 15 ]      |

#### 線区別収支
平均通過人員が2,000人/日未満の線区（桂川駅 - 原田駅間）における各年度の収支（営業収益、営業費、営業損益）は以下のとおりである。▲はマイナスを意味する。
| 年度                   | 収支（百万円） | 収支（百万円） | 収支（百万円） | 出典   |
| 年度                   | 営業収益       | 営業費         | 営業損益       | 出典   |
| ---------------------- | -------------- | -------------- | -------------- | ------ |
| 2018年度（平成30年度） | 非開示         | 非開示         | 非開示         | [ 16 ] |
| 2019年度（令和元年度） | 39             | 123            | ▲84            | [ 17 ] |
| 2020年度（令和02年度） | 22             | 136            | ▲114           | [ 18 ] |
| 2021年度（令和03年度） | 23             | 105            | ▲82            | [ 19 ] |
| 2022年度（令和04年度） | 28             | 124            | ▲96            | [ 20 ] |

## 運行形態

### 優等列車
2001年の電化時から直方駅 - 博多駅間に運転開始した通勤客向けの特急「かいおう」が直方駅 - 桂川駅間を通っている。
1950年から1985年にかけて本州 - 九州間を直通する以下の特急・急行列車が折尾駅 - 原田駅間を経由していたが、1985年に寝台特急「あかつき」の筑豊本線経由がなくなったのを最後に消滅している。
- 急行「阿蘇」（1950-1961年）
- 急行「天草」（1961-1975年）
- 特急「みどり」（1965-1967年）
- 特急「いそかぜ」（1967-1968年）
- 特急「かもめ」（1968-1975年）
- 寝台特急「明星」（1975-1978年）
- 寝台特急「あかつき」（1978-1985年）

この他、筑豊本線から日田彦山線に向かう直通急行列車「日田」「はんだ」が1966年から1980年まで運行されていた（1963年に準急列車として設定、詳細は「日田彦山線」を参照）。

### 地域輸送
かつては、若松駅 - 原田駅間の全線を通して運転される列車や、後藤寺線などの支線に乗り入れる列車もあった。しかし、1968年に篠栗線が開通して筑豊本線内から博多駅に直通する列車が原田駅を経由しなくなったこと、各炭鉱の閉山に伴い沿線人口が減少して支線の宮田線や香月線などが廃止されたことや、福岡・北九州両市への通勤・通学利用が増加したことなどに伴い、当線の運行形態は大きく変化した。この変化に応える形で、2001年には一部区間が電化され運転系統にあわせた愛称名が付与された。

#### 若松駅 - 折尾駅間
若松駅 - 直方駅間直通列車が主体だが、ラッシュ時などに若松駅 - 折尾駅間の区間列車が運行されている。日中はおおむね毎時2本程度運行されている。若松駅 - 折尾駅間の若松線は北九州市内で完結する通勤・通学の路線で、全線が複線化されているが、電化されなかった。架線式蓄電池電車の先行投入区間として選ばれ、蓄電池電車BEC819系の量産先行車が2016年10月19日から一部の列車で運転を開始した。2017年3月3日をもって、気動車運用を終了し、翌4日からは若松線の全列車がBEC819系で運転されるようになった。

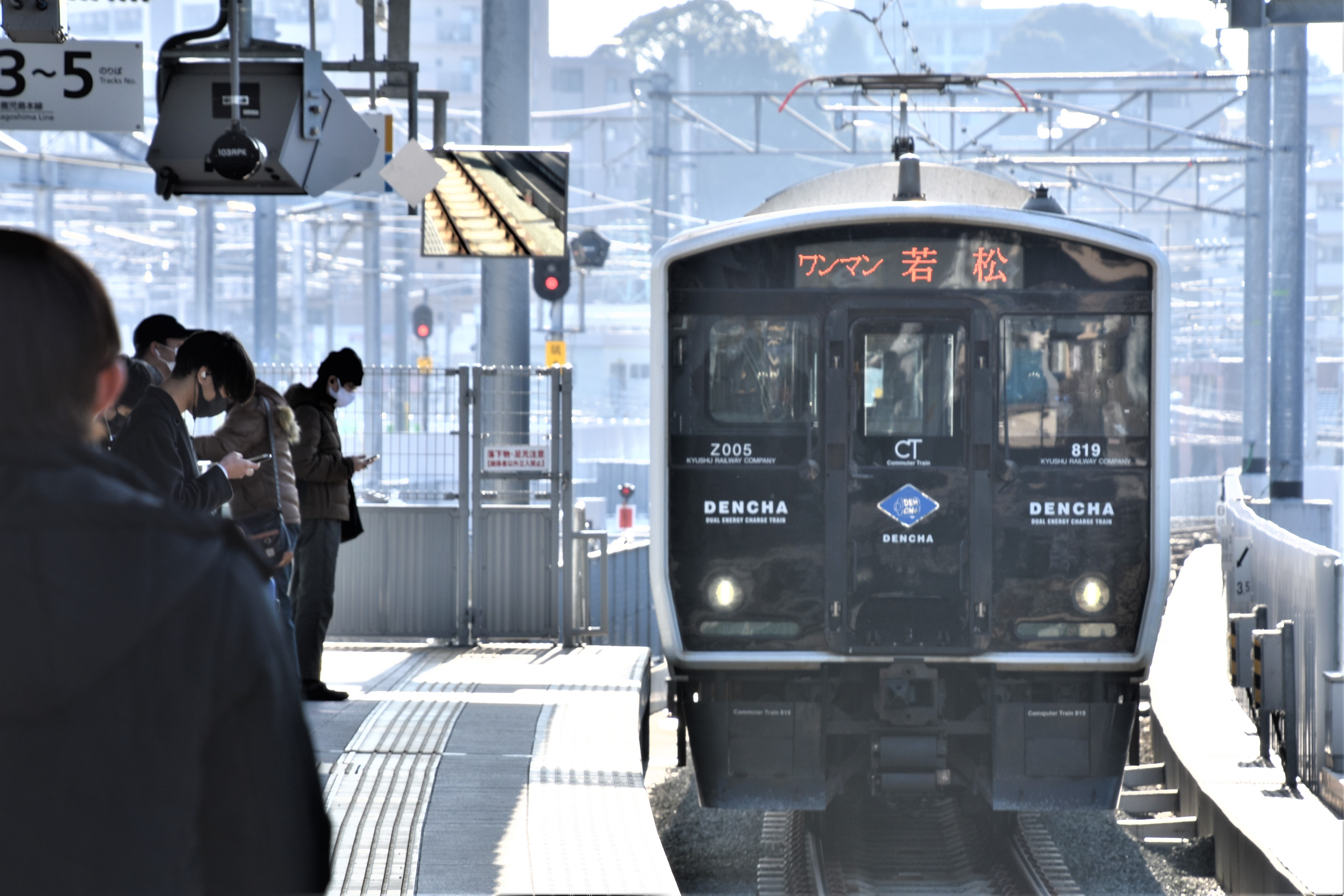
折尾駅に入線するBEC819系
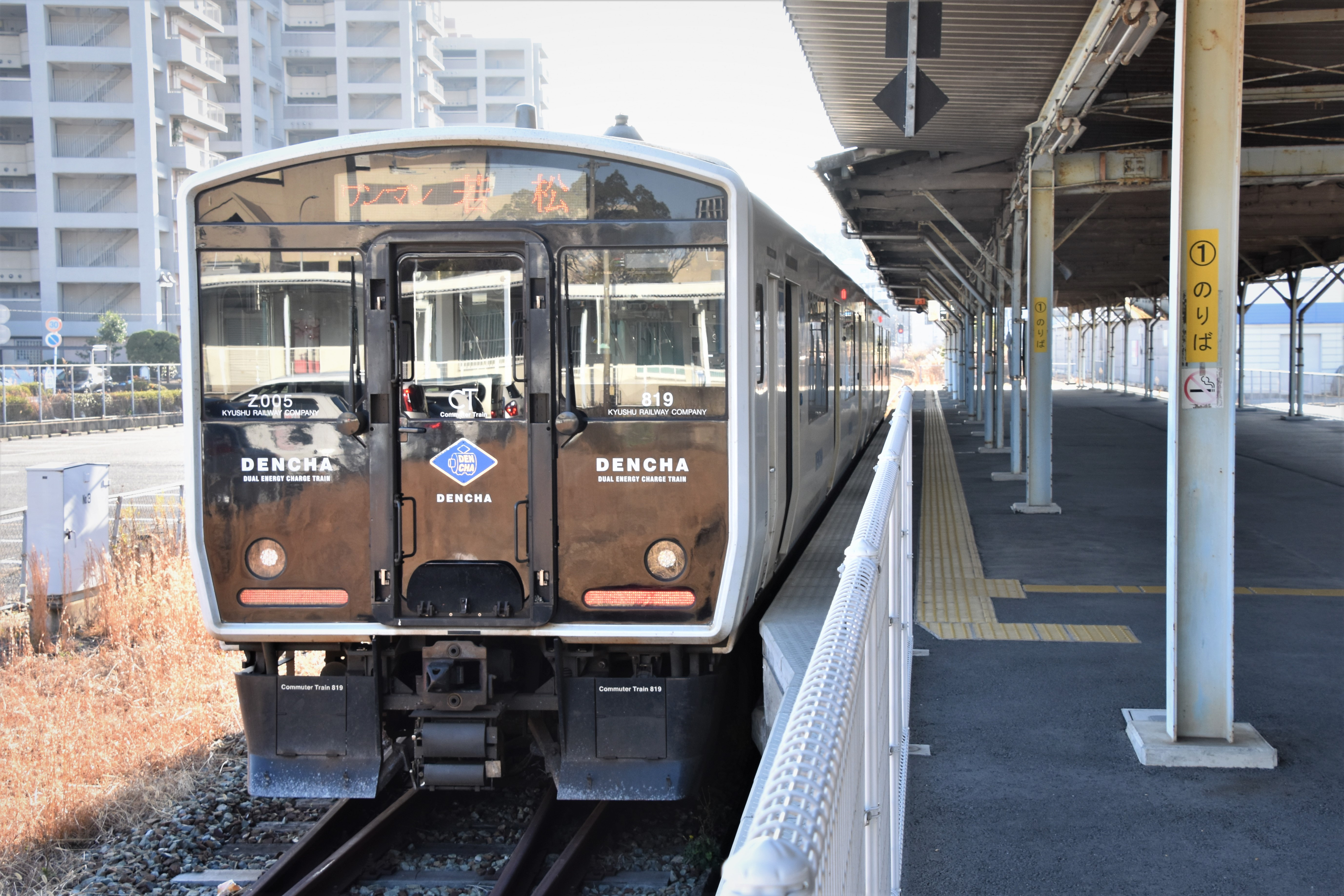
若松駅に停車中のBEC819系
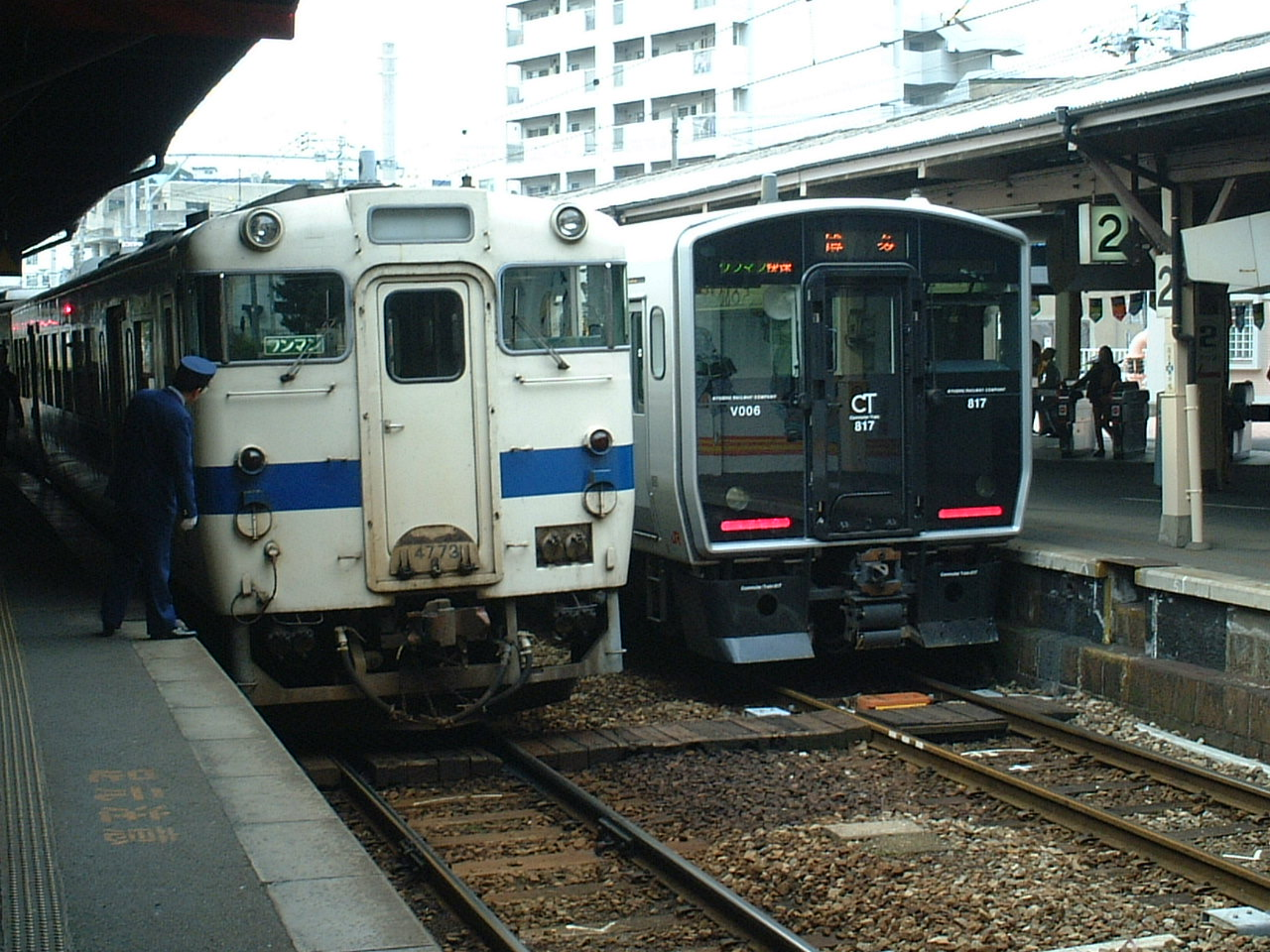
改築前の折尾駅に停車中のキハ47 （左、2001年当時）

#### 折尾駅 - 桂川駅間
下関駅や鹿児島本線の門司港駅・黒崎駅・折尾駅 - 直方駅 - 博多駅間を直通する列車が多数運転されている。旅客列車はすべて電車である。福岡都市圏の拡大に伴い輸送需要が増加し、列車本数は増加傾向にある。
博多駅 - 直方駅間で運転されるワンマン運転の列車（普通・快速、いずれも2両編成）は、2006年3月17日まで無人駅および有人駅での営業時間外の停車時に関しては、前の車両のドアのみ開き（中扉は開かず・後ろ乗り前降り）、乗車時には整理券を取る必要があったが、2006年3月18日のダイヤ改正後より、全駅でホーム側のすべてのドアから乗降できる都市型ワンマンに変更された。また、2007年3月18日のダイヤ改正より、直方所属の813系においても直方 - 博多間に限りワンマン化され、2016年3月26日のダイヤ改正より817系の4両編成の列車もワンマン化された（ワンマン運転非対応の817系3000番台運用列車を除く）。ただし、3・4両編成の列車でも折尾駅 - 直方駅間や、ワンマン非対応車では車掌が乗務する。2022年9月23日のダイヤ改正より、821系に限って折尾駅 - 直方駅間における3両編成のワンマン運転が開始された。
かつては金曜の深夜運行の臨時列車があったが、2007年3月18日に毎日運転の定期列車に格上げされた。

#### 桂川駅 - 原田駅間
冷水峠を挟み同一県内ながらも福岡都市圏を迂回するため、輸送需要は少ない区間である。1日8往復（土曜・休日は昼間に臨時列車1往復運転）のみの運転で、平日は4時間程度間隔が開く時間帯がある。2005年3月1日のダイヤ改正以後は全列車が桂川駅 - 原田駅間の運転となっている。現在は途中駅の交換設備が全駅とも撤去されているため、この区間では上下列車の交換（行き違い）は不可能で、1閉塞での運転になる。
このほか、直方駅 - 新飯塚駅・桂川駅間に後藤寺線及び原田線の車両の送り込み回送がある。かつて原田線の車両は運行の無い昼間の時間帯に新飯塚駅の引き上げ線に留置していたが、現在は直方駅まで回送されている。原田線では夜間滞泊はなく、始発前に直方運輸センター - 桂川駅間で回送運行される。昼前に一度運用を終えて直方へ回送するが、その後別の車両が昼過ぎに再び桂川駅へ回送され、最終列車運行後に直方へ回送する。また、直方 - 熊本・鹿児島の各車両センター間での車両転属・送り込み回送でも、当線を経由して運行されることもある。

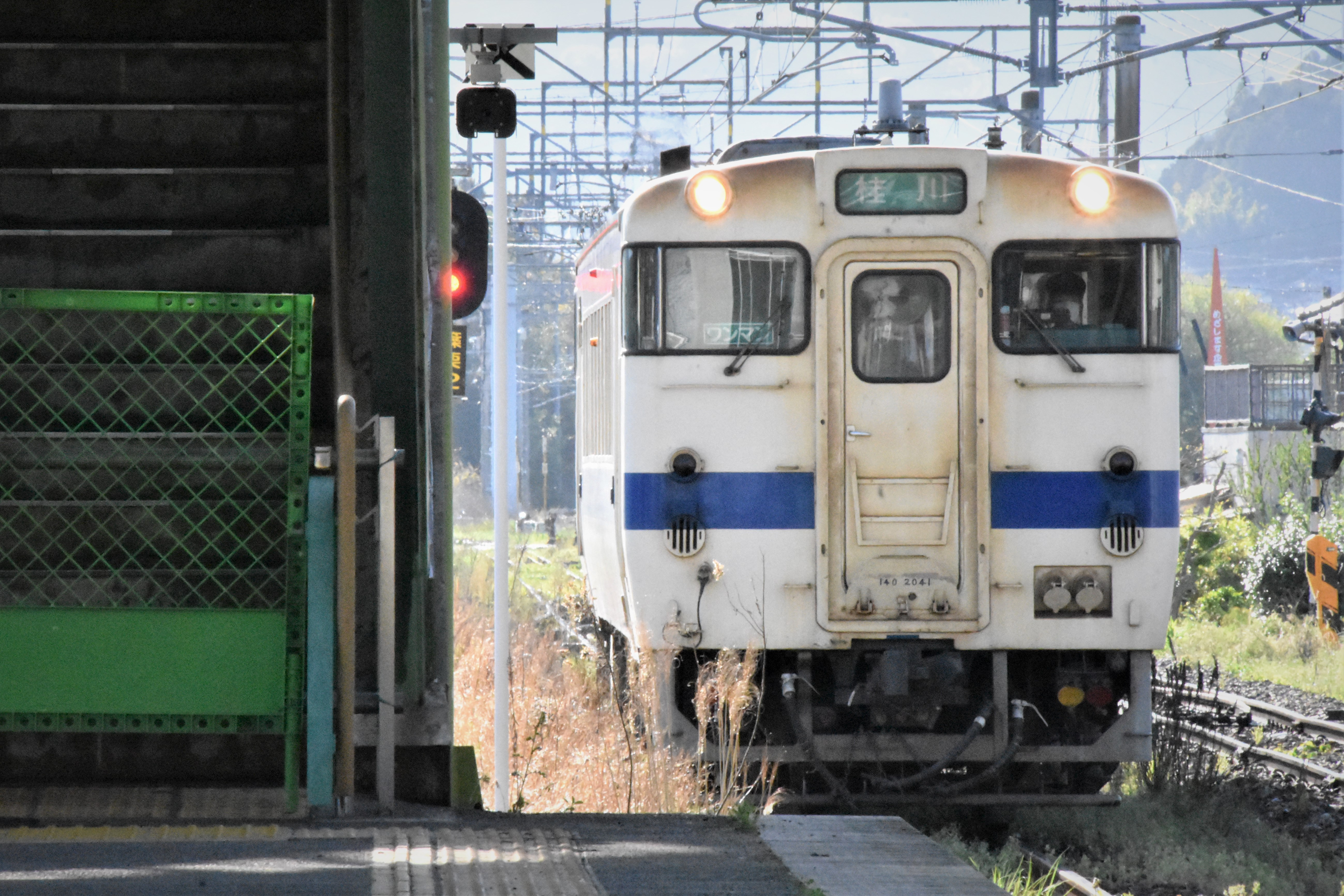
筑豊本線（原田線）で現在運用されているキハ140形
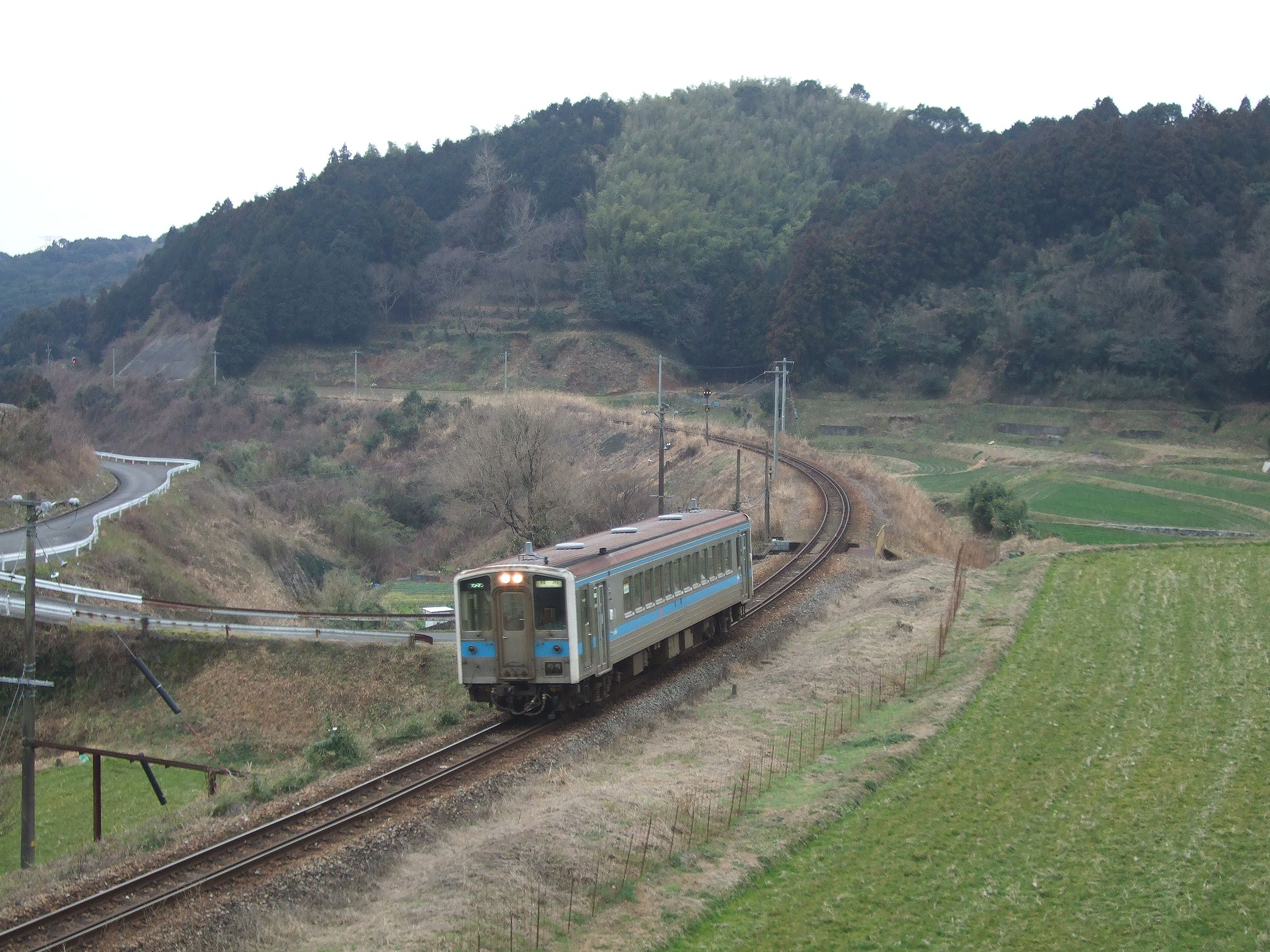
筑前内野駅 - 筑前山家駅間の冷水峠を越える、原田線で運行されていたキハ31形
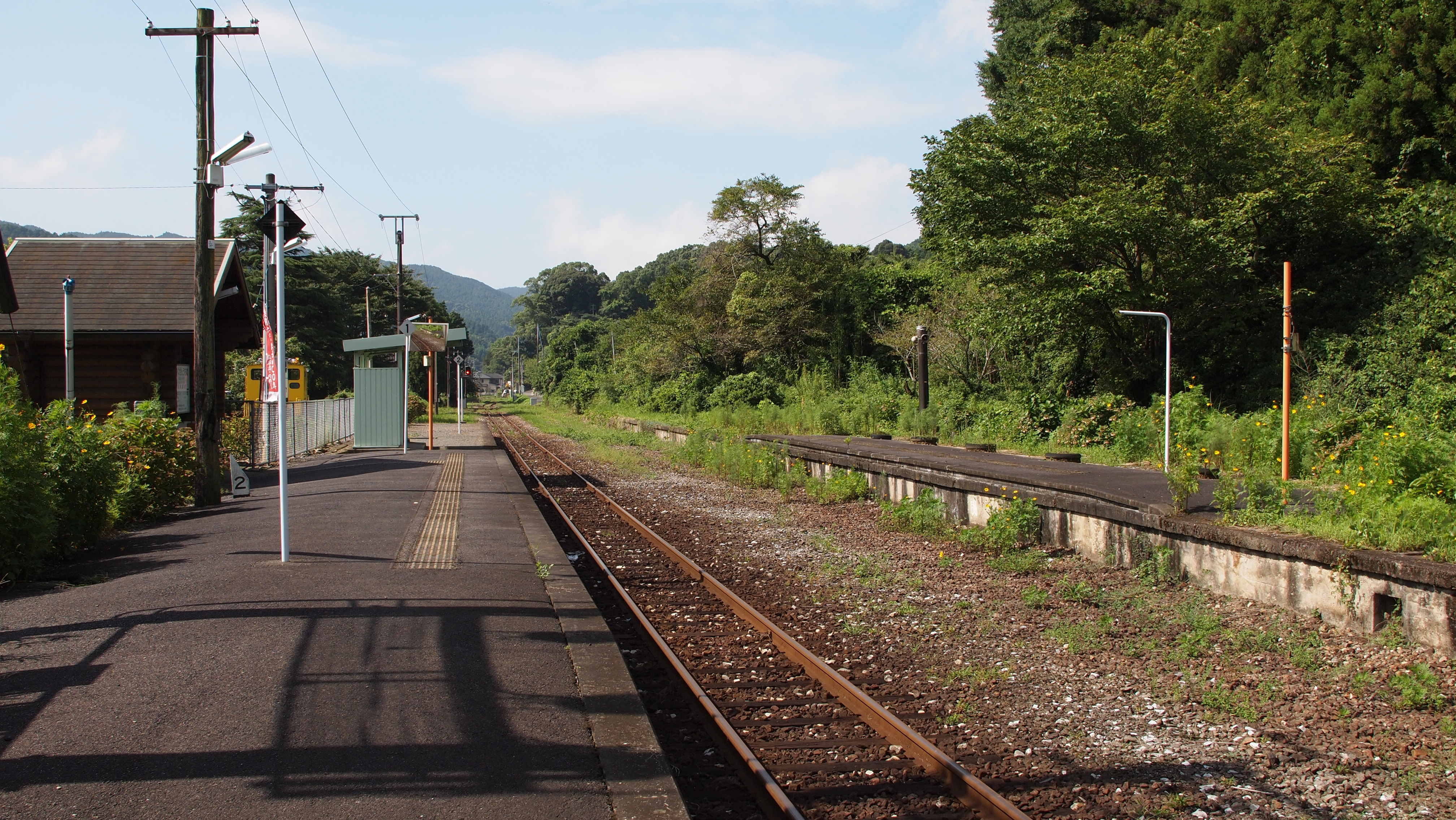
交換設備が撤去された原田線の筑前内野駅

### 快速列車
山陽新幹線博多開通の1975年頃から、当時の最新鋭気動車キハ66・67を使用した快速列車が運行されていた。キハ66・67の乗降口横には、青板白抜き文字の快速サボが差し込まれていた。鹿児島本線 門司港駅・小倉駅 - 筑豊本線 - 篠栗線 - 鹿児島本線 博多駅までの区間を途中の飯塚駅を境に分断して運用されていた（下り1本を除く）。
- 門司港駅 - 飯塚駅間停車駅（全停車駅掲載。1975年当時）
門司港駅 - 門司駅 - 小倉駅 - 戸畑駅 - 八幡駅 - 黒崎駅 - 中間駅 - 直方駅 - 新飯塚駅 - 飯塚駅
  - 快速列車は下り5本、上り4本設定。
  - 上り最終便は中間駅を通過。
  - 下り1本は吉塚駅まで通しての快速運転。
  - 上り1本は吉塚駅 - 飯塚駅まで各駅停車、飯塚駅から快速運転。
  - 鹿児島本線の枝光駅は通過。鹿児島本線で運行される快速は停車、特別快速は通過。
  - 当時は小森江駅、西小倉駅（日豊本線のみ）、スペースワールド駅、陣原駅、折尾駅（通過線走行）、東水巻駅、鞍手駅、新入駅、浦田駅は未開業。
- 飯塚駅 - 博多駅間停車駅（全停車駅掲載。1975年当時）
飯塚駅 - 桂川駅 - 篠栗駅 - 吉塚駅 - 博多駅
  - 快速列車は下り7本、上り5本設定。
  - 基本は上下線共に後藤寺線直通運転（下りは飯塚駅から快速、上りは飯塚駅から各駅停車、一部は直方駅以遠直通運転）。
  - 下り1本は、小倉駅から吉塚駅まで通しての快速運転。
  - 若松駅から下り1本直通運転（飯塚駅から快速）。
  - 当時は門松駅、長者原駅、柚須駅は未開業。

JR移行後は、直方駅を境に分断して運行されていた。1991年から直方駅 - 博多駅間で当時の新鋭キハ200を使用した「赤い快速」がほぼ終日毎時1本運転されていた。
- 直方駅 - 博多駅間停車駅（全停車駅掲載。1991年当時）
直方駅 - 新飯塚駅 - 飯塚駅 - 桂川駅 - 篠栗駅 - 長者原駅 - 吉塚駅 - 博多駅
  - 2020年4月1日現在、定期列車である特急「かいおう」の停車駅との違いは篠栗駅、長者原駅が加わるのみ。
  - 当時は浦田駅、門松駅、長者原駅、柚須駅は開業済み。

電化後の快速は停車駅が増加し、毎時1 - 2本設定されている。

## 使用車両

### 現在
- 電車（783系・813系・817系の詳細は篠栗線#使用車両を参照）
  - 787系 - 特急「かいおう」で使用される。
  - 813系 - 福北ゆたか線直方 - 博多間で使用される。
  - 817系 - 福北ゆたか線区間全線で使用される。
  - BEC819系 - 蓄電池電車。愛称は「DENCHA（デンチャ）」。若松線の全列車で使用されているほか、福北ゆたか線でも使用される。
  - 821系 - 福北ゆたか線区間全線で使用される。
- 気動車 - いずれも筑豊篠栗鉄道事業部直方運輸センター所属。
  - キハ40系 - 高出力エンジンに換装されたキハ40形・キハ140形が原田線区間で使用される。若松線はBEC819系に置き換えられるまで通常キハ47形が使用されていたが、キハ40形・キハ140形・147形が代走することもあった。電化前は直方 - 桂川間でも使用されていた。

### 過去
- 電車（787系の詳細は篠栗線#使用車両を参照）
  - 783系 - 特急「かいおう」で使用されていた。2011年より一部本形式での運行となり、2021年のダイヤ改正より全列車が本形式で運行されるようになった。2022年秋のダイヤ改正より、再び全列車が787系による運行になった。
  - 415系 - 大分車両センター所属車。かつてはロングシートの収容力を生かしてラッシュ時において篠栗線を含む直方 - 博多間での運用があった。2022年9月の運用終了前時点では深夜早朝の直方 - 下関間の1往復のみの運用となっていた。
- 気動車
  - キハ31形 - 2006年にキハ220形気動車が大分地区に投入され、捻出された大分の車両が直方へ転属し、同年8月1日から若松線、8月17日から原田線で運用開始されたが、2017年3月4日ダイヤ改正で若松線は全列車BEC819系に置き換えられ順次廃車（一部の車両は熊本へ転属）された。残った2両は予備車扱いとなっていたが、2018年3月17日付で直方から南福岡車両区竹下車両派出へ転配された。2019年3月23日には原田線でラストランの臨時列車の運転をもって営業運転を終了した[25][26]。
  - キハ58系・キハ65形 - 普通列車で使用された。
  - キハ66形・キハ67形 - 筑豊本線全区間で使用された。2001年10月の折尾 - 桂川間の電化時に長崎鉄道事業部長崎運輸センターにすべて転属した。
  - キハ125形 - 大分鉄道事業部大分車両センター所属。原田線で使用されていたことがある。
  - キハ200系 - 快速「赤い快速」を中心に使用された。2001年10月の折尾 - 桂川間の電化時に他区に分散して転属した。
- 客車
  - 50系 - 門司港運転区所属。電化前に全線（一部鹿児島本線乗り入れ）で朝夕ラッシュ時を中心に運行されていた。1995年4月20日のダイヤ改正以降は現在の原田線区間から撤退し若松・門司港 - 飯塚間の2往復のみとなったが、1999年に久大本線で客車普通列車が廃止されたため、定期運行の快速列車ではない列車としてはJRグループ最後の客車普通列車[注 5]となり注目を集めた。しかし、2001年10月の折尾 - 桂川間の電化時に廃止された[3]。
- 機関車
  - 蒸気機関車 - 昭和20年代から40年代は軸重が許す限りにおいてC51形・C55形・C57形など幹線用パシフィック機の亜幹線転用先となっていた。客貨両用でD51形・D50形・9600形・D60形など。1975年まで使用された。
  - DD51形ディーゼル機関車 - 日本貨物鉄道（JR貨物）門司機関区所属。客車列車・貨物列車が廃止されるまで使用された。

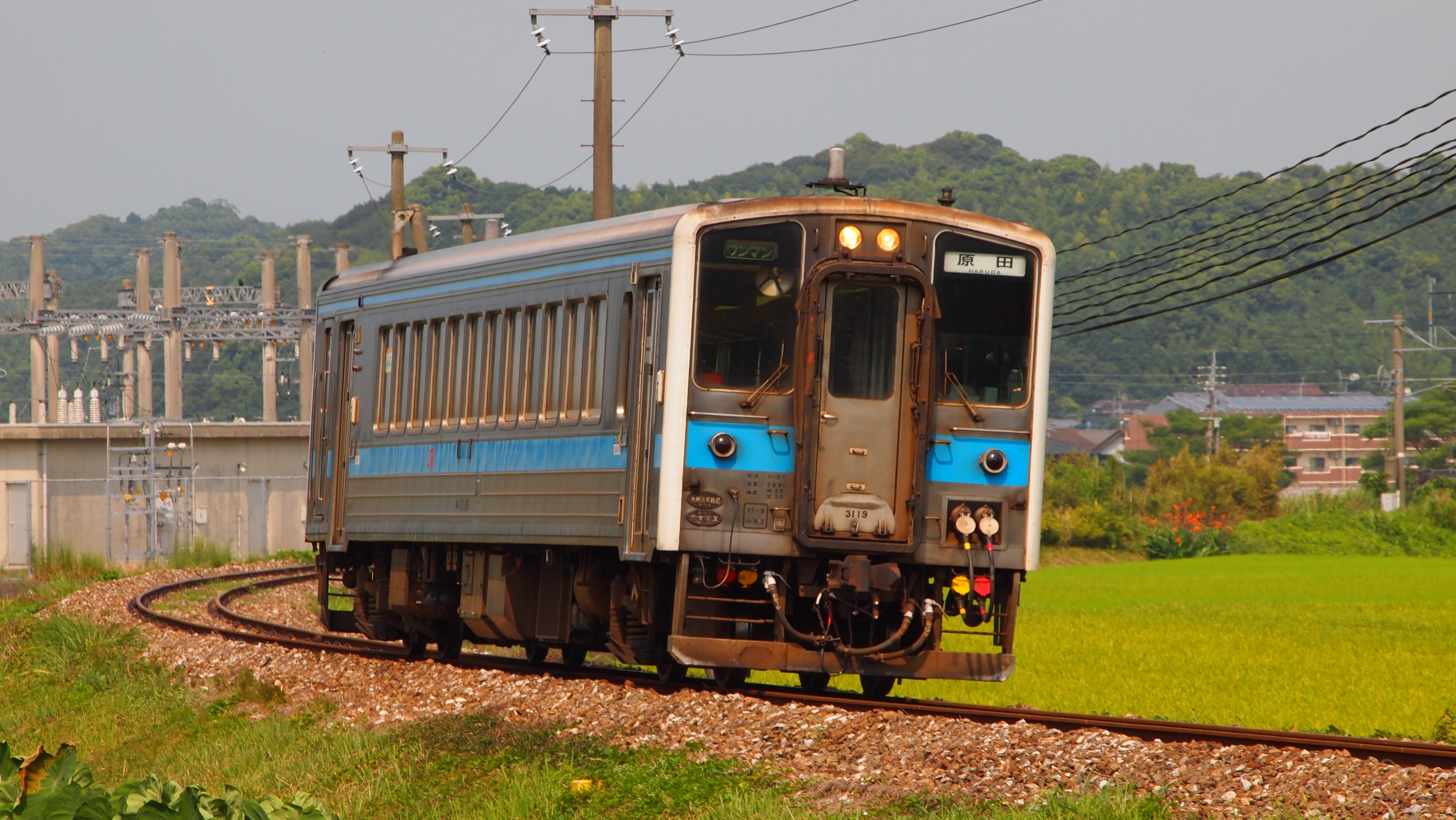
キハ31形

## 歴史
石炭輸送を行うため、筑豊興業鉄道（ちくほうこうぎょうてつどう。1894年、筑豊鉄道に改称）により開業し、九州鉄道を経て、1907年に鉄道国有法により国有化された。路線は若松から上山田方面と長尾（現在の桂川）方面へ延びていたが、若松 - 原田間が全通すると飯塚 - 上山田間は上山田線として分離された。国鉄分割民営化後に上山田線は廃止され、筑豊本線は電化された。
- 1891年（明治24年）8月30日 ： 筑豊興業鉄道が若松 - 直方間を開業、若松・折尾・中間・直方の各駅を新設。
- 1892年（明治25年）10月28日 ： 直方 - 小竹間を延伸開業。小竹駅を新設。
- 1893年（明治26年）
  - 4月?日 ： 植木信号所を新設。
  - 6月30日 ： 九州鉄道の黒崎駅から筑豊興業鉄道の中間駅までを結ぶ短絡線が開業。
  - 7月3日 ： 小竹 - 飯塚間を延伸開業。鯰田・飯塚の各駅を新設。
  - 12月20日 ： 底井野信号場 - 植木間を複線化。植木信号所を駅に変更。底井野信号所を新設。
- 1894年（明治27年）
  - 8月15日 ： 筑豊興業鉄道が筑豊鉄道に社名変更。
  - 12月21日 ： 折尾 - 中間間・植木 - 直方間を複線化。
- 1895年（明治28年）4月5日 ： 飯塚 - 臼井間を延伸開業。
- 1896年（明治29年）4月29日 ： 若松 - 折尾間を複線化。
- 1897年（明治30年）
  - 8月26日 ： （貨）新入駅を新設。
  - 10月1日 ： 筑豊鉄道が九州鉄道に合併。植木駅を筑前植木駅に改称。
- 1898年（明治31年）
  - 2月8日 ： 臼井 - 大隈間を延伸開業。大隈 - 下山田間の貨物支線を開業。大隈駅、（貨）下山田駅を新設
  - 3月29日 ： 飯塚 - 忠隈間の貨物支線を開業。（貨）忠隈駅を新設。
- 1899年（明治32年）8月5日 ： 二島駅を新設。
- 1901年（明治34年）
  - 2月13日 ： （貨）勝野駅を新設。
  - 6月28日 ： 下山田 - 上山田間の貨物支線を延伸開業。（貨）上山田駅を新設。
  - 12月9日 ： 飯塚 - 長尾間の支線開業。天道・長尾の各駅を新設。
- 1902年（明治35年）
  - 6月2日 ： 小竹 - 塩頭間の貨物支線を開業。（貨）塩頭駅を新設。
  - 6月15日 ： 山野分岐点 - 山野間の貨物支線を開業。山野分岐点を新設。（貨）芳雄・（貨）上三緒・（貨）山野の各駅を新設。
- 1903年（明治36年）12月20日 ： 大隈 - 上山田間で旅客営業を開始。下山田駅・上山田駅を貨物駅から一般駅に変更。
- 1904年（明治37年）
  - 5月8日 ： 藤ノ木信号所を新設。
  - 10月25日以前 ： （貨）菅牟田駅を新設。
  - 11月10日 ： 勝野 - 小竹間を複線化。
- 1905年（明治38年）7月22日 ： 南良津信号所を新設。（貨）菅牟田駅を廃止。
- 1906年（明治39年）11月11日 ： 直方 - 勝野間を複線化。
- 1907年（明治40年）7月1日 ： 鉄道国有法により九州鉄道が買収され官設鉄道となる。
- 1908年（明治41年）5月15日 ： 本城・吉田の各信号所を新設。
- 1909年（明治42年）
  - 1月1日 ： 中間 - 大辻間・筑前植木 - 新入第三間・鯰田 - 鯰田炭坑間・長尾 - 豆田間の各貨物支線を開業。（貨）大辻・（貨）新入第四・（貨）新入第三の各駅を新設。
  - 10月12日 ： 国有鉄道線路名称制定により若松 - 上山田間・中間 - 大辻間・筑前植木 - 新入第三間・鯰田 - 鯰田炭坑間・小竹 - 塩頭間・飯塚 - 忠隈間が筑豊本線、飯塚 - 長尾間・長尾 - 豆田間が長尾線となる[27][28]
- 1910年（明治43年）5月1日 ： 筑前植木 - 新入第三間の貨物支線を廃止。（貨）新入第四駅・（貨）新入第三駅を廃止。筑前植木 - 新入第三第四間の貨物支線を開業。新入第三第四駅を新設。
- 1911年（明治44年）
  - 2月22日 ： 新入仮信号所を新設。
  - 9月1日 ： 中間 - 大辻間の貨物支線を廃止。（貨）大辻駅を廃止。
- 1912年（明治45年）
  - 3月20日 ： 新入仮信号場を廃止。
  - 7月12日 ： 勝野駅を貨物駅から一般駅に変更。
- 1913年（大正2年）
  - 7月1日 ： 新多分岐点 - 新多間の貨物支線を開業。新多分岐点・（貨）新多駅を新設。
  - 8月20日 ： 上三緒 - 漆生間の貨物支線を延伸開業。（貨）鴨生・（貨）漆生の各駅を新設。
- 1916年（大正5年）
  - 2月1日 ： （貨）赤坂駅を新設。
  - 2月28日 ： 南良津川仮信号所を新設（廃止時期不明）。
- 1917年（大正6年）12月1日 ： 東藤ノ木信号所を新設。
- 1919年（大正8年）3月25日 ： 小牧連絡所 - 筑前中山間の貨物支線を開業。小牧連絡所を新設、（貨）筑前中山駅を新設。
- 1920年（大正9年）5月10日 ： 漆生線として芳雄 - 漆生間・上三緒 - 山野間を分離。芳雄駅を貨物駅から一般駅に変更。
- 1922年（大正11年）
  - 4月1日 ： 小牧連絡所を信号場に改める。折尾 - 中間間を4線（複々線）化。
  - 11月1日 ： 御館山信号所を新設。
- 1923年（大正12年）
  - 6月1日 ： 中間 - 中鶴間の貨物支線を開業。（貨）中鶴駅を新設。
  - 7月1日 ： 中間 - 筑前植木間を3線化。
- 1927年（昭和2年）2月5日 ： 本城信号所を信号場に変更。
- 1928年（昭和3年）
  - 4月20日 ： 筑前植木 - 新入第三第四間の貨物支線を廃止。新入第三第四駅を廃止。
  - 7月15日 ： 長尾線の長尾 - 筑前内野が延伸開業。上穂波駅・筑前内野駅を新設[29]。
- 1929年（昭和4年）12月7日 ： 筑前内野 - 原田間が延伸開業。筑前山家駅を新設[30]。筑豊本線 若松 - 飯塚間および長尾線と新線を合わせ、若松 - 原田間を筑豊本線に変更。飯塚 - 上山田間を上山田線として分離[31]。
- 1930年（昭和5年）
  - 4月1日 ： 新多分岐点を廃止。
  - 5月15日 ： 本城信号場 - 折尾間を3線化。
- 1934年（昭和9年）1月15日 ： 東藤ノ木・藤ノ木・吉田の各信号所を廃止。
- 1935年（昭和10年）
  - 2月1日 ： 芳雄駅を新飯塚駅に改称。
  - 4月26日 ： 筑前垣生駅を新設。
- 6月29日 - 原田駅 - 筑前山家駅間を走行中の貨物列車が脱線転覆。徐行運転していたこともあり、乗務員は逃げ出して無事。数日間にわたる集中豪雨により路盤が軟弱になっていたことが原因[32]。
  - 9月21日 ： 底井野信号所を廃止。
  - 10月1日 ： 御館山・南良津の各信号所を廃止。
- 1940年（昭和15年）12月1日 ： 長尾駅を桂川駅に改称。
- 1942年（昭和17年）6月?日 ： 小竹 - 新飯塚間を複線化。
- 1944年（昭和19年）
  - 6月1日 ： 新飯塚 - 飯塚間を複線化。
  - 8月11日 ： 藤ノ木駅を新設。
- 1945年（昭和20年）6月10日
  - 小竹 - 塩頭間の貨物支線を廃止し小竹駅の構内側線とする。（貨）塩頭駅を廃止し小竹駅に併合。
  - 鯰田 - 鯰田炭坑間の貨物支線を廃止し鯰田駅の構内側線とする。（貨）鯰田炭坑駅を廃止し鯰田駅に併合。
  - 飯塚 - 忠隈間の貨物支線を廃止し飯塚駅の構内側線とする。（貨）忠隈駅を廃止し飯塚駅に併合。
  - 桂川 - 豆田間の貨物支線を廃止し桂川駅に構内側線とする。（貨）豆田駅を廃止し桂川駅に併合。
  - （貨）新入駅を廃止し直方駅に併合。
- 1952年（昭和27年）8月1日 ： 中間 - 中鶴間の貨物支線を廃止。
- 1953年（昭和28年）11月6日 ： 奥洞海仮停車場を新設。
- 1954年（昭和29年）8月31日 ： 中間 - 筑前植木間を3線から2線にする。
- 1962年（昭和37年）11月1日 ： 奥洞海仮停車場を駅に改める。
- 1966年（昭和41年）5月1日 ： 中間（小牧信号場） - 筑前中山間の貨物支線を廃止。小牧信号場・（貨）筑前中山駅を廃止。
- 1969年（昭和44年）10月1日 ： 小竹 - 新多間の貨物支線を廃止。（貨）新多駅・本城信号場を廃止。
- 1978年（昭和53年）3月20日 ： 全国初の50系客車運用開始[33]。
- 1984年（昭和59年）2月1日 ： 若松 - 折尾間の貨物営業を廃止。
- 1985年（昭和60年）3月14日 ： 寝台特急「あかつき」の乗り入れを廃止[注 6]。以降は優等列車の運転が無くなる。
- 1987年（昭和62年）
  - 4月1日 ： 直方 - 原田間の貨物営業を廃止。国鉄分割民営化により九州旅客鉄道（全線・第1種）・日本貨物鉄道（折尾 - 直方・第2種）が承継。
  - 7月1日 ： 鞍手駅（2代）を新設。
- 1988年（昭和63年）
  - 3月13日 ： 短絡線上にも折尾駅ホームを設置。東水巻駅を新設。
  - 9月1日 ： 特定地方交通線に指定された上山田線が廃止。
- 1989年（平成元年）3月11日 ： 新入駅（2代）・浦田駅を新設[34]。
- 1991年（平成3年）9月3日 新飯塚駅 - 原田駅間にPRCを導入[35]。
- 1996年（平成8年）3月16日 若松 - 直方間の一部の列車がワンマン化[36]。
- 1997年（平成9年）
  - 3月22日 飯塚 - 桂川間の一部の列車と、桂川 - 原田間の全列車がワンマン化[37]。
  - 8月27日 電化事業起工式[38]。
- 1998年（平成10年）3月1日 直方 - 飯塚間の一部の列車がワンマン化[36]。
- 2001年（平成13年）
  - 10月5日 ： 50系客車運転終了[3]。最終区間は門司港・若松 - 飯塚間。
  - 10月6日 ： 折尾 - 桂川間を電化[39]。同区間に篠栗線 吉塚 - 桂川間と合わせて「福北ゆたか線」の愛称を、また、非電化区間の原田 - 桂川間、折尾 - 若松間にそれぞれ「原田線」・「若松線」の愛称を付けた[3]。
- 2003年（平成15年）3月15日 ： 本城駅を新設[40]。
- 2005年（平成17年）4月1日 ： 日本貨物鉄道が折尾 - 直方間の第2種鉄道事業を廃止。
- 2006年（平成18年）3月18日：福北ゆたか線のワンマン列車を車内収受式から駅収受式に変更。
- 2016年（平成28年）12月22日 ： スマートフォンアプリ「JR九州アプリ」内の列車位置情報システム「どれどれ」運用開始[5]。
- 2017年（平成29年）3月4日 ： 若松 - 新入間の11駅（折尾駅を除く）に駅遠隔案内システム「ANSWER」を導入。若松・中間の両駅は朝通勤・通学時間帯（6:30-8:30）に駅係員を配置するが、それ以外の時間帯と両駅を除く9駅の終日について無人化[41]。
- 2018年（平成30年）
  - 7月6日 ： 平成30年7月豪雨で桂川 - 原田間の線路が被災し運休[42]。7月11日より同区間でバス代行輸送を実施[43]。
  - 9月28日 ： 筑豊本線内において路線愛称別に駅ナンバリングが制定された[6]。
- 2019年（平成31年）
  - 3月9日：桂川 - 原田間の運転再開[44][45]。地元自治体の協力の下で『復旧記念セレモニー』が開催された[46]。前日まで同区間でバス代行を実施[44][45]。
  - 3月16日：折尾駅構内で高架化・線路切り替え[47]。折尾駅の若松線ホームが高架ホームに移設され、立体交差ホームが廃止[47][48]。また、新しい立体交差として、「折尾トンネル」の若松線部分が供用開始。
- 2020年（令和2年）4月11日 - 5月10日（予定）：新型コロナウイルス感染症による利用客減少・感染予防に伴い、土休日の「かいおう」および、黒崎 - 直方間の一部普通列車の運転を取り止め[49]。
- 2022年（令和4年）3月12日：折尾駅高架化完成に伴い、鹿児島本線黒崎駅方面との短絡線および短絡線上の折尾駅ホームを廃止[50][51]。
- 2022年（令和4年）9月23日：筑前垣生 - 中間間の遠賀川橋梁下り線の補修工事に伴い、鞍手 - 筑前垣生間に渡り線を設置した上で、同日始発列車より鞍手 - 中間間を単線として暫定運行。
- 2023年（令和5年）10月1日：JR九州サービスサポートへの業務委託を終了し、同社の業務委託駅がJR九州直営となる。

## 駅一覧
- 九：特定都区市内制度の「北九州市内」エリア内の駅
- 停車駅
  - 福北ゆたか線の停車駅については「福北ゆたか線#駅一覧」を参照
  - 若松線・原田線は全列車普通列車（すべての駅に停車）
- 線路 … ||：複線区間、◇・｜：単線区間（◇は列車交換可能）、∨：ここより下は単線（この駅まで複線）、∧：ここより上は単線（この駅から複線）
- 全駅福岡県内に所在。

### 若松駅 - 折尾駅間（若松線）
- 全駅北九州市内に所在。

| 電化状況 | 駅番号 | 駅名        | 営業キロ | 営業キロ | 接続路線                                                           | 線路 | 所在地   |
| 電化状況 | 駅番号 | 駅名        | 駅間     | 累計     | 接続路線                                                           | 線路 | 所在地   |
| -------- | ------ | ----------- | -------- | -------- | ------------------------------------------------------------------ | ---- | -------- |
| 非電化   | JE06   | 若松駅 九   | -        | 0.0      |                                                                    | \|\| | 若松区   |
| 非電化   | JE05   | 藤ノ木駅 九 | 2.9      | 2.9      |                                                                    | \|\| | 若松区   |
| 非電化   | JE04   | 奥洞海駅 九 | 1.7      | 4.6      |                                                                    | \|\| | 若松区   |
| 非電化   | JE03   | 二島駅 九   | 1.7      | 6.3      |                                                                    | \|\| | 若松区   |
| 非電化   | JE02   | 本城駅 九   | 3.0      | 9.3      |                                                                    | \|\| | 八幡西区 |
| 交流     | JE01   | 折尾駅 九   | 1.5      | 10.8     | 九州旅客鉄道： 鹿児島本線（JA19）・ 筑豊本線（福北ゆたか線：JC26） | \|\| | 八幡西区 |

### 折尾駅 - 桂川駅間（福北ゆたか線）
- この区間は全線交流電化。
- 累計営業キロは若松駅からのもの。

| 駅番号 | 駅名       | 営業キロ | 営業キロ | 接続路線                                                         | 線路 | 所在地            |
| 駅番号 | 駅名       | 駅間     | 累計     | 接続路線                                                         | 線路 | 所在地            |
| ------ | ---------- | -------- | -------- | ---------------------------------------------------------------- | ---- | ----------------- |
| JC26   | 折尾駅 九  | -        | 10.8     | 九州旅客鉄道： 鹿児島本線（JA19）・ 筑豊本線（若松線：JE01）     | \|\| | 北九州市 八幡西区 |
| JC25   | 東水巻駅   | 2.7      | 13.5     |                                                                  | \|\| | 遠賀郡 水巻町     |
| JC24   | 中間駅     | 1.4      | 14.9     |                                                                  | ∨    | 中間市            |
| JC23   | 筑前垣生駅 | 1.5      | 16.4     |                                                                  | ｜   | 中間市            |
| JC22   | 鞍手駅     | 2.3      | 18.7     |                                                                  | ∧    | 鞍手郡 鞍手町     |
| JC21   | 筑前植木駅 | 2.5      | 21.2     |                                                                  | \|\| | 直方市            |
| JC20   | 新入駅     | 1.6      | 22.8     |                                                                  | \|\| | 直方市            |
| JC19   | 直方駅     | 2.0      | 24.8     | 平成筑豊鉄道：伊田線（HC1）                                      | \|\| | 直方市            |
| JC18   | 勝野駅     | 2.7      | 27.5     |                                                                  | \|\| | 鞍手郡 小竹町     |
| JC17   | 小竹駅     | 3.8      | 31.3     |                                                                  | \|\| | 鞍手郡 小竹町     |
| JC16   | 鯰田駅     | 3.4      | 34.7     |                                                                  | \|\| | 飯塚市            |
| JC15   | 浦田駅     | 1.5      | 36.2     |                                                                  | \|\| | 飯塚市            |
| JC14   | 新飯塚駅   | 1.4      | 37.6     | 九州旅客鉄道： 後藤寺線（JJ01）                                  | \|\| | 飯塚市            |
| JC13   | 飯塚駅     | 1.8      | 39.4     |                                                                  | ∨    | 飯塚市            |
| JC12   | 天道駅     | 2.9      | 42.3     |                                                                  | ◇    | 飯塚市            |
| JC11   | 桂川駅     | 3.0      | 45.3     | 九州旅客鉄道： 篠栗線（福北ゆたか線）・ 筑豊本線（原田線：JG01） | ◇    | 嘉穂郡 桂川町     |

### 桂川駅 - 原田駅間（原田線）
- 累計営業キロは若松駅からのもの。

| 電化状況 | 駅番号 | 駅名       | 営業キロ | 営業キロ | 接続路線                                               | 線路 | 所在地        |
| 電化状況 | 駅番号 | 駅名       | 駅間     | 累計     | 接続路線                                               | 線路 | 所在地        |
| -------- | ------ | ---------- | -------- | -------- | ------------------------------------------------------ | ---- | ------------- |
| 交流     | JG01   | 桂川駅     | -        | 45.3     | 九州旅客鉄道： 篠栗線・ 筑豊本線（福北ゆたか線：JC11） | ◇    | 嘉穂郡 桂川町 |
| 非電化   | JG02   | 上穂波駅   | 2.8      | 48.1     |                                                        | ｜   | 飯塚市        |
| 非電化   | JG03   | 筑前内野駅 | 3.1      | 51.2     |                                                        | ｜   | 飯塚市        |
| 非電化   | JG04   | 筑前山家駅 | 10.2     | 61.4     |                                                        | ｜   | 筑紫野市      |
| 非電化   | JG05   | 原田駅     | 4.7      | 66.1     | 九州旅客鉄道： 鹿児島本線（JB10）                      | ◇    | 筑紫野市      |

### 廃止区間
他路線に分離された区間は除く。（貨）は貨物駅を表す。
- 中間駅 - （貨）中鶴駅 0.9km
- 中間駅 - 小牧信号場 - （貨）筑前中山駅 5.9km
- 筑前植木駅 - （貨）新入第三第四駅 0.6km
- 小竹駅 - （貨）新多駅 3.1km
- 小竹駅 - （貨）塩頭駅 2.3km
- 鯰田駅 - （貨）鯰田炭坑駅 0.7km
- 飯塚駅 - （貨）忠隈駅 0.5km
- 桂川駅 - （貨）豆田駅 0.4km

### 過去の接続路線
- 若松駅：北九州市電（貨物線）
- 折尾駅：西日本鉄道北九州線
- 中間駅：香月線
- 直方駅：鞍手軌道
- 勝野駅：宮田線
- 小竹駅：幸袋線
- 飯塚駅：上山田線